# Strážce duší
Strážce duší je seriál České televize z roku 2005. V hlavních rolích se představují Lukáš Vaculík a Zuzana Norisová.

## O seriálu
Seriál vypráví o tajuplných příbězích strážců duší v hlavních rolích s Lukášem Vaculíkem a Zuzanou Norrisovou, kteří se pokoušejí odhalit záhadné události, v nichž se setkávají nevysvětlitelná minulost se současností, jelikož nic není tak, jak jsme si mysleli. Oceánem veškeré věčnosti putují strážci duší, kteří jsou vedeni mnohými zákony prozřetelnosti, aby ochraňovali, co má zůstat zakryté a místo toho poodhalili, co má být zjeveno. Ve službě osudu na sebe berou lidskou podobu, ale jejich tváře smí spatřit jen někteří vyvolení.
Prvních 6 dílů natočila v roce 2003 tvůrčí skupina Arichteva-Prachařová s režiséry Dušanem Kleinem a Jurajem Deákem. V roce 2004 pak vznikly další 3 díly a poslední 4 v letech 2007/2008. Prvních 9 dílů bylo odvysíláno v roce 2005 a poslední 4 díly v roce 2009.

## Obsazení
| Lukáš Vaculík   | Viktor Armín       |
| Zuzana Norisová | Kateřina Nelserová |
| David Suchařípa | strážce duší       |
| Jiří Dvořák     | kapitán Valdek     |
| David Viktora   | patolog Dvořáček   |
| Ilja Racek      | profesor Bejlovec  |
| Jana Hubinská   | doktorka Baková    |
| Tomáš Jirman    | farář              |
| Anna Cónová     | hospodyně Anna     |

## Seznam dílů

### První řada (2005)
| Č. v seriálu | Č. v řadě | Název              | Režie       | Scénář         | Datum premiéry  |
| ------------ | --------- | ------------------ | ----------- | -------------- | --------------- |
| 1            | 1         | Tajemství templu   | Dušan Klein | Arnošt Vašíček | 14. února 2005  |
| 2            | 2         | Maska smrti        | Dušan Klein | Arnošt Vašíček | 21. února 2005  |
| 3            | 3         | Démon noci         | Dušan Klein | Arnošt Vašíček | 28. února 2005  |
| 4            | 4         | Hrobka času        | Dušan Klein | Arnošt Vašíček | 7. března 2005  |
| 5            | 5         | Pozdní návrat      | Dušan Klein | Arnošt Vašíček | 14. března 2005 |
| 6            | 6         | Madonin dar        | Dušan Klein | Arnošt Vašíček | 21. března 2005 |
| 7            | 7         | Brána andělů       | Dušan Klein | Arnošt Vašíček | 4. dubna 2005   |
| 8            | 8         | Jeskyně běsů       | Dušan Klein | Arnošt Vašíček | 11. dubna 2005  |
| 9            | 9         | Poslední princezna | Dušan Klein | Arnošt Vašíček | 18. dubna 2005  |

### Druhá řada (2009)
| Č. v seriálu | Č. v řadě | Název               | Režie      | Scénář         | Datum premiéry    |
| ------------ | --------- | ------------------- | ---------- | -------------- | ----------------- |
| 10           | 1         | Bratrstvo ohně      | Juraj Deák | Arnošt Vašíček | 22. června 2009   |
| 11           | 2         | Syndrom ozvěny      | Juraj Deák | Arnošt Vašíček | 29. června 2009   |
| 12           | 3         | Neviditelný zabiják | Juraj Deák | Arnošt Vašíček | 6. července 2009  |
| 13           | 4         | Propast věků        | Juraj Deák | Arnošt Vašíček | 13. července 2009 |

## Zajímavosti
- Armínův známý, expert na počítače Filip, v díle Madonin dar odhaluje tajemství Madony na skle programem Adobe Photoshop. K tomu navíc používá kuličkovou myš HP.
- V díle Hrobka času se večer Armín po natočení dokumentu na hradě Zvíkov převlékne do světlých kalhot a bílé košile. Ale v dalším záběru má tmavé kalhoty a košili červené barvy.